# Araeolampas rostrata
Araeolampas rostrata is een zee-egel uit de familie Maretiidae.
De wetenschappelijke naam van de soort werd in 1903 gepubliceerd door Johannes Cornelis Hendrik de Meijere.